# Ronny Andersen
Ronny Andersen (född 5 november 1979) är en dansk heraldiker och kunglig vapenmålare. Sedan 2011 är han redaktör för Skandinavisk vapenrulla.
Han har bland annat komponerat vapen för en rad nya kommuner efter den danska kommunreformen 2007:
- Billunds kommun
- Egedals kommun
- Faxe kommun
- Frederikssunds kommun
- Guldborgsunds kommun
- Hillerøds kommun
- Ikast-Brande kommun
- Langelands kommun
- Vejens kommun